# Dane Jackson
Dane Tyree Jackson (Coraopolis, Pensilvania, 29 de noviembre de 1996) más conocido como Dane Jackson, es un jugador profesional estadounidense de fútbol americano que se desempeña en la posición de cornerback en Buffalo Bills, equipo de la National Football League (NFL).

## Carrera
Fue seleccionado en la séptima ronda en la Reunión Anual de Selección de Jugadores de la NFL de 2020. Hizo su debut profesional con el equipo Buffalo Bills, donde lleva jugando cuatro temporadas.